# Kozłówki (województwo opolskie)
Kozłówki (niem. Kösling, cz. Kozlůvky) – wieś w Polsce położona w województwie opolskim, w powiecie głubczyckim, w gminie Kietrz.

## Historia
Historycznie miejscowość leży na tzw. polskich Morawach, czyli na obszarze dawnej diecezji ołomunieckiej. Pierwotnie należała do Margrabstwa Moraw nawet po wydzieleniu z niego księstwa opawskiego, które to co najmniej od końca XV wieku było już uważane za część Górnego Śląska, jednak miejscowość pozostała częścią Moraw jako część kietrzańskiej enklawy na Śląsku.
Po wojnach śląskich znalazła się w granicach Prus i powiatu głubczyckiego. W granicach Polski od końca II wojny światowej.
W latach 1975–1998 kolonia administracyjnie należała do ówczesnego województwa opolskiego.

## Zabytki
Do wojewódzkiego rejestru zabytków wpisane są:
- kaplica pw. św. Anny, z 1842 r.
- zagroda nr 7
  - dom
  - spichrz, nie istnieje
  - ogrodzenie z bramą i furtą, nie istnieje
- zagroda nr 8
  - dom
  - spichrz
  - ogrodzenie z bramą i furtą
- dom nr 55, z poł. XIX w., nie istnieje
- zagroda nr 57, z pocz. XIX w., nie istnieje.